# Nanaco
nanaco（ナナコ）は、株式会社セブン&アイ・ホールディングスが日本国内で展開する非接触型決済方式の電子マネーのひとつ。また、イメージキャラクターのキリンのこと。
グループ会社かつ発行元である株式会社セブン・カードサービス（旧：アイワイ・カード・サービス）の登録商標（第5017550号ほか）。累計発行枚数は7,520万枚。

## 概要
株式会社セブン・カードサービスが発行し、セブン-イレブンをはじめとした加盟店で利用できる（後述）。電子マネーの他に、ポイントカード機能を併せ持っており、プラスチック製でキャッシュカードサイズのカード式のものと、携帯端末のおサイフケータイで利用する「nanacoモバイル」の2種類の形態で、2007年4月23日にサービスが開始された。カードやおサイフケータイには非接触型ICカード通信技術FeliCaが採用されている。イメージキャラクターはキリンのナナコ。セブン-イレブンの「7」を模したデザインとなっている。2008年3月では、発行枚数は563万枚、うちモバイルは79万枚とされる。2010年3月に 1,000万件を突破したとの発表があった。発行枚数の近況は電子マネーを参照。

### モバイル式
nanacoモバイルは、NTTドコモ・au・ソフトバンクモバイルのおサイフケータイ対応端末で利用できる（ただし、いわゆるガラホは2017年6月現在非対応）。2011年12月1日よりおサイフケータイを搭載したAndroidスマートフォンに対応した。なお2012年7月1日現在、nanacoモバイルの入会にあたって手数料は必要ない。ソフトバンク（かつてのソフトバンクモバイル）のSoftBankブランドで発売されたiPhone 4/4Sについては、当時のソフトバンクBBが発売したシールを利用することで、nanacoの使用が可能となった。また、2021年より、iPhone 8以降の iOS 15以降を搭載したiPhoneでApple Payに対応した。

### カード式
カード式の場合、その所有権はセブン・カードサービスにあり、申込にあたっては入会申込書への記載およびカード発行手数料300円（税込）が必要である。ただし、イトーヨーカドー店舗でハッピーデー（8・18・28日）に入会してその場で1,000円以上チャージを行った場合はカード発行手数料は無料となる。ヨークマートは、いつ発行しても後日300ポイント加算される。18歳未満でも入会できるが、15歳未満の場合は親権者の同意が必要となる。通常のnanacoの他に、2012年4月15日より、65歳以上の人を対象として発行手数料無料の「シニアnanaco」の発行が開始された。
地域によってはご当地デザインのカードも存在する（主に、2016年時点では、地元の金融機関ないしはその系列クレジットカード会社が発行するキャッシュカード一体型のクレジットカードに付帯されるタイプがほとんど(nanaco単体カードの場合は一般のnanaco同様にQUICPayが付加される場合もある)）。
これらのほかに、Speedpass+nanacoやヤマト運輸が発行する「クロネコメンバーズ電子マネーカード」の中にnanacoが付いたものが存在する。クロネコメンバーズ電子マネーカードは1枚のカードに「クロネコメンバーズ割」という電子マネーと「nanaco」の2つの電子マネーが搭載されたメンバーズカードであるが、2つを併用しての決済はできない。カード発行手数料は無料であるが、再発行手数料は300円（税別）かかる。

#### ENEOS nanaco
2019年に、一部ENEOSのガソリンスタンドで販売開始された、キーホルダー型のnanaco。2021年3月現在300円（税込）。機能としては、カード型とほぼ同等。

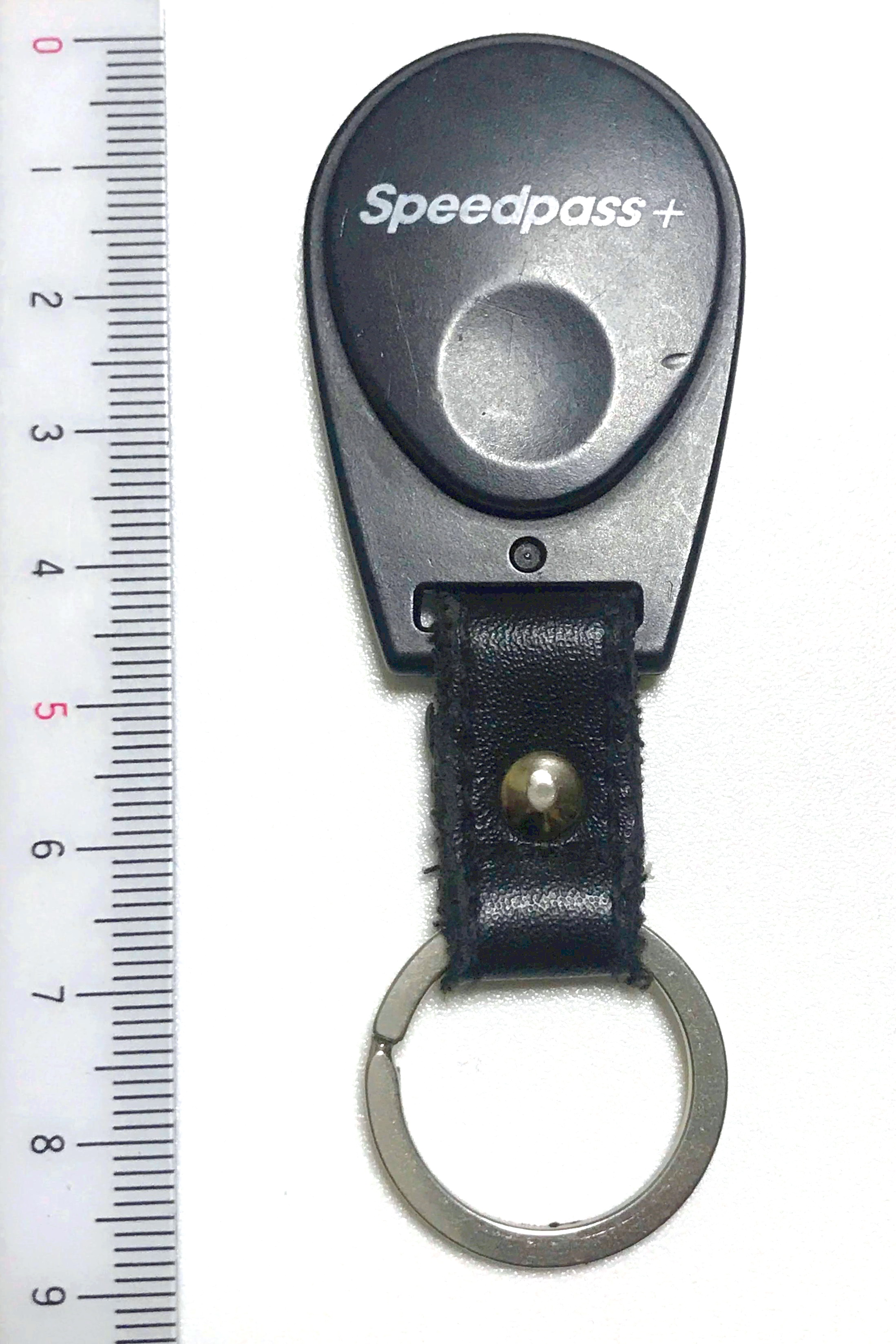
QUICPay・nanaco機能を搭載した、ENEOSnanacoの前身となる、Speedpass+nanaco。

#### QUICPay (nanaco)
nanacoカードにはQUICPayの機能も搭載されており「QUICPay (nanaco)」の名称であるが、このQUICPay機能は過去セブン・カードサービス発行のクレジットカード用の機能であったため、セブン・カードまたはアイワイカードのクレジットカード会員にならずにQUICPay機能を使うことはできなかった。2014年2月17日よりジェーシービー本体およびジェーシービーのフランチャイズ企業が発行するJCBブランドのカードすべてで使用が可能となり、2015年11月6日よりセディナ発行のOMCカードのものでも使用が可能となっている。また、セブンカード・プラス（nanaco一体型）には登録できない。また限定デザインなど一部のカードにはQUICPayの機能が搭載されていないものもある。

## 沿革
- 2007年4月23日 - セブン-イレブンでサービス開始[13]。
- 2007年9月3日 - セブン銀行ATMでチャージ開始[13]。
- 2007年10月10日 - 発行件数500万件突破[14]。
- 2007年12月14日 - デニーズでサービス開始[13]。
- 2008年3月25日 - イトーヨーカドー店舗での取扱開始[13]。
- 2008年6月1日 - クレジットチャージサービスを開始（アイワイカード(現セブンカード)限定）。
- 2010年3月30日 - コカ・コーラのマルチマネー自動販売機で取扱開始[13]。
- 2009年3月2日 - アインファーマシーズでサービス開始[13]。
- 2010年3月31日 - 発行件数1,000万件を突破[15]。
- 2010年10月1日 - そごう・西武の食品売場でサービス開始（2015-2016年には、衣料・住居関連用品売場でもサービス開始）[13]。
- 2011年9月1日 - 「nanacoポイント」開始。イトーヨーカドー、そごう・西武のポイントから「nanacoポイント」への交換が可能になる[13]。
- 2011年12月1日 - 「nanacoモバイル」サービスを開始。おサイフケータイ対応Androidスマートフォンでの使用が可能になる「nanacoモバイル」サービスのご利用を開始[13]。
- 2012年3月13日 - nanacoポイントの電子マネー交換手数料を撤廃。チャージ残高の上限を50,000円に引き上げ。会員資格有効期限（最終利用から5年）を撤廃[16]。
- 2013年4月1日 - ANAマイレージクラブとnanacoポイントの相互交換を開始[13]。
- 2014年2月17日 - JCB本体およびJCBフランチャイズ企業発行のJCBブランドのカードでQUICPay(nanaco)のサービス開始。
- 2015年4月1日 - ANAグループの国内空港売店ANA FESTAでサービス開始[13]。
- 2015年11月6日 - セディナでQUICPay(nanaco)のサービス開始。
- 2018年10月25日 - ゆめタウン、ゆめマート、イズミ各店での取り扱いを開始した。
- 2019年4月15日 - 電子マネー悪用詐欺による犯罪被害防止の一環として、「nanacoギフトカード」の販売を順次終了[17][18]。
- 2019年7月1日 - ポイント付与率を0.5%（200円税抜きごとに1ポイント）に変更。
- 2019年12月20日 - セブン-イレブンにおける収納代行サービスの一部や貸付金・クレジットカードご利用代金の返済などでのnanaco支払いが不可に[19]。
- 2019年12月27日 - LINEポイントからnanacoポイントへのポイント交換サービスを終了。
- 2020年2月3日 - おでかけポイントからnanacoポイントへのポイント交換サービスを終了[20]。
- 2020年2月29日 - チャンピオンポイントからnanacoポイントへのポイント交換サービスを終了[21]。
- 2020年3月12日 - nanacoクレジットチャージサービス事前登録(新規登録)対象カードを変更[22]。
- 2020年8月31日 - フィーチャーフォン向けnanacoアプリのサービスが終了[23]。
- 2021年10月21日 - Apple Payに対応[24]。

## チャージ方法

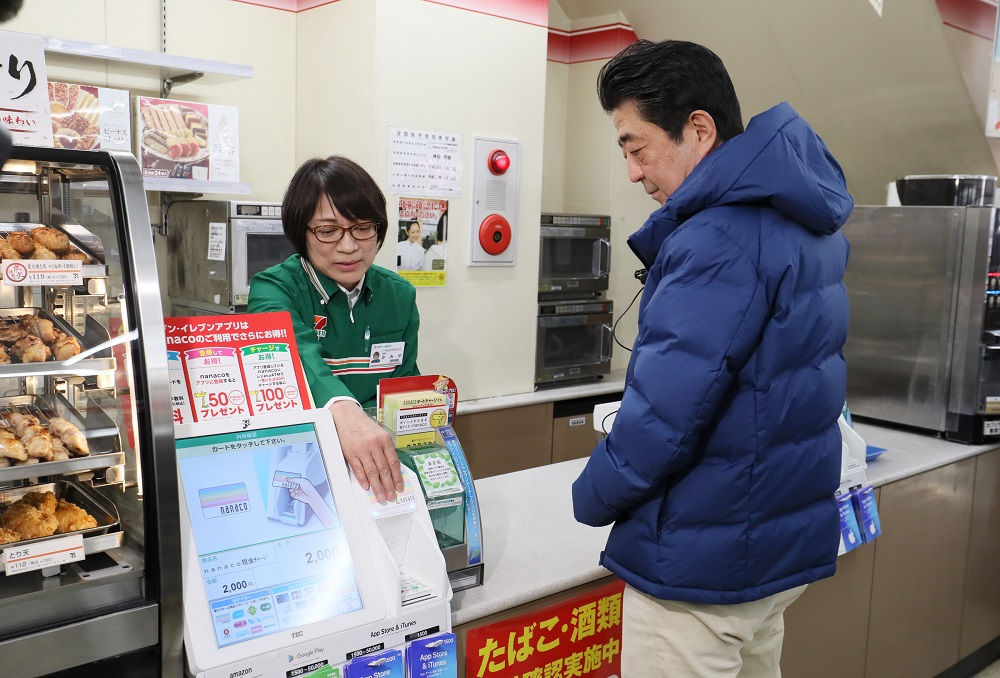
店舗レジでの現金チャージ

現金チャージはセブン-イレブンなどの店舗レジ、セブン銀行ATM、一部イトーヨーカドー等に設置されたnanacoチャージャー、EneJetのガソリンスタンドに設置されているセルフ給油機、および一部のクレジットカードなどで可能。金額は1,000円単位で、一度にチャージできる金額は最大49,000円。残高の上限は50,000円（2014年10月3日より）。店舗レジと給油機、セブン銀行ATM（2018年10月15日以降）以外はおつりが出ず、投入した金額全額がチャージされる。給油機およびセブン銀行ATMでチャージする場合はタッチパネルでチャージする金額（1,000円単位で選択肢が表示される）を指定する。クレジットカードによるチャージの場合は、一日当たりのチャージ回数は最大3回、1回のチャージ可能金額は最大30,000円、1か月のチャージ回数15回かつ合計20万円までの制限がある。クレジットカードでのチャージの場合、下記リンク先に掲載されていない発行会社のカードであっても、付帯する国際ブランドがJCBであったり既契約のカード会社と加盟店開放またはプロセシング契約を結んでいる場合にはチャージできるケースがある（ユーシーカードの加盟店開放契約で発行されるVISA/Masterブランドのビューカード等）。なお、一部のnanaco（クロネコメンバーズカードに付いているnanacoなど）ではクレジットチャージができない。
以前は、現金チャージはセブン銀行ATMかセブン&i系列の店舗（チャージ専用機ないしはレジ対応）でのみ対応していたが、2015年10月1日より、ビックカメラ及び同子会社のコジマ（コジマ×ビックカメラの店舗を含む）でもチャージが可能となった（ただし、ポイント交換やチャージと同時にセンター預かりの金額やポイントを充足するのは不可）他、セブンアンドアイグループ外の店舗でもチャージや残高確認の可能なものが存在する。

## センターお預かり
紛失したnanacoの残高を新たなnanacoに引き継いだ場合や、各種キャンペーンでポイントが付与された場合、またインターネット上でカード式nanacoにクレジットカードでチャージした場合など、一時的にnanacoマネーがセンターに蓄積された状態になり、センターお預かりと呼ばれる。センターお預かり分を現物のnanacoに移行するには、カード式の場合は店舗レジまたはセブン銀行ATMにて残高確認を行うことで実行される。給油機では「ポイント受け取り」操作によってカードに記録されているポイントとセンター預かり分を合算して一度に現物のnanacoへ移行できる。nanacoモバイルの場合は上記方法に加えて、会員が端末を操作することで移行することもできる。
残高照会において、店舗レジで行う場合は上限が29,999円でそれ以上は分割で確認となるが、セブン銀行ATMにて残高照会をした場合は限度額の50,000円が上限となる。

## 紛失、盗難、不正利用時の対応
紛失時に問い合わせセンターへの電話連絡で利用停止手続きをとることができ、利用停止手続きが完全に完了した時点（3日以内に完了）の残高の引き継ぎも可能である。
ただし、会員規約第15条6項目により、使用停止措置が完了する前に第三者に不正使用された場合、不正利用分の保証が一切ない。（他の電子マネーでも概ね同様）

## 利用可能店舗
利用可能な店舗は公式サイトの「nanacoが使えるお店」を参照。
- イトーヨーカドーでは、当初は食品レジでのみ利用が可能であったが、2008年5月中旬には全国の食品非取扱い店舗を除く全店舗で利用ができるようになった[28]。2010年6月からは家庭用品売場や衣料品売場でも利用できるようになっている[29]。
- 2007年10月からは、グループ以外の店でも利用対応を開始した。当初約1,000店より始め、2009年2月末までに約50,000店にまで拡大するとしている[30]。
- デニーズでの利用は2007年12月19日より順次拡大し、2008年2月28日に全店での利用が可能となった[31][32]。
- 2010年10月1日より、系列百貨店であるそごう・西武各店の食料品売場でも利用可能になった[33]。利用金額100円（税抜）ごとに、1ポイントが付与される。さらに、1,000円（税抜）以上の利用の際、西武百貨店の「クラブ・オンカード」、またはそごうの「ミレニアムカード」を同時に提示すれば、その利用金額分が各カードの「年間お買いあげ額」に加算されるサービスも開始した[34][35]。
- 2009年3月17日より、ファミール、芝のラーメン屋さん、パスタランテでも利用可能になった[36]。
- 中国地方を拠点とするスーパーマーケットチェーン・イズミと提携し、同社の展開するショッピングセンター・ゆめタウンの一部店舗でも利用できるようになった[37]。2009年9月16日には「ゆめタウン広島」に、翌週23日からは「ゆめタウン博多」に導入され、いずれもイズミの直営売り場でのみ利用可能である[38]。現在は「ゆめタウンみゆき」にも導入[39][40]。
- 2010年秋以降日本コカ・コーラの複数電子マネー対応自動販売機をグループ店舗に試験導入後、2010年度末より本格導入[41]。
- 2012年3月19日より、ヨークマート全店で利用可能になった[42]。
- イトーヨーカドーが運営している、ザ・プライスではかつて使用不可であったが、2012年春以降、順次利用できるようになった（ただし、nanacoポイントの付与は無し）[16]。
- 2012年6月26日より、ヨークベニマル全店での利用が可能になった[43]。
- 2013年3月28日より、セブンネットショッピングでnanacoによる決済が可能となった[44]。TFペイメントサービスのクラウド型決済プラットフォーム「Thincacloud（シンカクラウド）」を採用しており、おサイフケータイを搭載したAndroidスマートフォンで利用できる。
- 2016年4月より長野県にスーパーマーケットを展開している株式会社デリシアの全店（デリシア・ユーパレット）で利用可能となった

## 利用上限額
複数枚のnanacoまたはセンター預かり分の反映を利用して残高以上の決済を行うこともできる。
1回目の支払い時は残高不足エラーが発生するが、そのまま支払いを続行（レジ側で「確定」ボタンを押下）することで、残額分について2回目の支払いを行うことができる。支払い回数の上限は5回のため、最大で25万円をnanacoで支払うことができる。
- 1枚のnanacoで支払う場合: 1回目支払い→レジで残高確認（センター預かり分反映）→2回目支払い
- 2枚以上のnanacoで支払う場合: 1回目支払い（1枚目のnanaco）→2回目支払い（2枚目のnanaco）

## 割引サービス
毎月8のつく日は「ハッピーデー」として、イトーヨーカドー店舗にてnanacoで決済すると5%引き（一部商品除く）になるサービスを実施している。

## ポイントサービス

### nanacoポイント
原則としてセブン・アンド・アイ・グループの一部店舗、並びにセブンネットショッピングにおいて nanaco を利用した決済に対して付与されるポイント。リリース当初は1回の決済が100円（税抜）ごとに1ポイント貯まる（1%相当、100円未満は切り捨て）仕組みになっていたが、2019年7月1日以降は、7payを導入する関係で200円（税抜）で1ポイント（0.5％相当、200円未満は切り捨て）に変更された（例、買い物250円(税別)をnanacoカード1枚目で120円支払、nanacoカード2枚目で130円支払の場合は買い物200円(税別)以上でもポイントが付かない）。しかし、7payがリリース直後の不正利用問題によってサービス停止を経て9月末でのサービス終了が決定すると、nanacoの還元率を見直す考えを表明し、セブン-イレブンでは同年8月10日 - 9月30日の間、還元率が元の100円（税抜）ごとに1ポイントに戻されることになった。さらに同年10月15日～2021年1月17日についても元の100円（税抜）ごとに1ポイントに戻っているnanacoで買うと100円で1ポイントたまります｜セブン‐イレブン。
ポイント付与はnanaco電子マネーによる支払時と、グループ内企業や提携先などで特定条件を満たした場合に限られており、現金や商品券など対象外の支払い方法に依る場合、あるいは公共料金の代理受領や金券類購入時の nanaco 決済など、指定要件以外の決済方法ではnanacoポイントを貯めることはできない。
セブン&アイグループ以外の利用可能店など（ロフトに入居するテナントで利用できるケースなども含む）の場合は、利用先により、税込100円で1ポイントや税抜ないしは税込200円で1ポイントとなるケースがある。これらのポイントはセンター預かりとなり、決済の翌月の10日以降にチャージ機やセブン銀行ATMなどで残高照会ないしはチャージを行うことで、センター預かりのポイントが付与される形になる（キャンペーンなどのボーナスが別途付与される場合は、ボーナス分のセンター預かり分の付与は、決済の翌月の15日以降になるなど、一部違う対応になるケースがある）。
また該当する食料品や日用品などの特定商品を購入した場合に「ボーナスポイント」が付与されたり、特定条件を満たす会員に対するキャンペーンにおいて抽選でポイントが付与されたりすることがある。抽選によるボーナス付与は原則として一旦「センター預かり分」となり、次に会員が残高確認またはチャージを行った時点で初めて使用可能なポイントに加算される（nanacoモバイルの場合はアプリ上での受け取りも可能）。このほかセブン銀行で開設した口座の取引内容によってもポイントが付与される。
なお関東地方のイトーヨーカドー、ヨークベニマル、ヨークマートの一部店舗においては、ペットボトル回収機（店舗によっては古紙回収機も併設）を設置しており、ペットボトル1本につき2RP（リサイクルポイント）、古紙1kgにつき10RP（リサイクルポイント）が付与される。500RP蓄積するとnanacoポイント50ポイントと交換が可能である。交換に際しては、回収機の横にある端末にて交換の申し込みが必要で、一旦センター預かりとなるため、当日中のポイント利用はできない（ポイント付与は概ね2～3日前後）。
付与されたポイントは1ポイント＝1円として利用できるが、あらかじめポイントをnanacoマネーとして交換する必要がある。カード式の場合、交換作業は、nanacoチャージャー（セブン銀行のATMおよびセルフレジでは不可）か店舗レジにて店員の操作が必要となるが、モバイルの場合はアプリからも電子マネーへの交換が可能である。2012年3月12日までは交換時に1%（小数点以下切り上げ）分の手数料が必要であったが、2012年3月13日から交換手数料が廃止され無料となった。
獲得したポイントは、原則として「ポイント獲得日の翌年度末」まで有効（例：2009年4月 - 2010年3月の間に獲得したポイントは2011年3月末まで有効となる）。ポイント獲得日以降に買い物をした場合の有効期限延長サービス等は行っていないため、ポイントを無駄にしないためには必ず獲得日の翌年度末までにポイント残高を使い切るか、ポイント残高をnanacoマネーとして交換する必要がある。有効期限を迎えるポイントの詳細については、商品購入時のレシートやnanacoモバイルアプリ等で確認できる。
不定期で「ポイント○倍セール」（セブン-イレブンの新店舗が開店してから1か月間実施されることが多い）が実施されることがあるが、ポイントを通常の付与率で算出してから増やすのではなく、ポイントの付与率自体が増やされているため、偶数倍付与されるのにもかかわらず、得られるポイントが奇数ということがある。
2021年1月より、セブン＆アイグループ各社のアプリ（セブン－イレブンアプリ、イトーヨーカドーアプリ、西武・そごうアプリなど）を通じた買い物などでマイルが付与される「セブンマイル」を、nanacoポイントへ交換出来るようになった。

### セブンネットショッピングのポイントサービス
2009年4月、セブンネットショッピング（旧:セブンアンドワイ）サイト上での商品購入時にnanacoポイントの付与・利用のサービスが開始された。店頭でのサービスとの違いは、
- カードやモバイルのサービスといった既存の媒体を持たなくとも、会員登録を行うことでnanacoポイントが付与される。
- 電子マネーに変換せずに、そのままポイントを支払いに使える

また、既存のカード、モバイルのnanacoについても、セブンネットショッピングの会員情報とマッチングを行うことで、保有ポイントでの商品代金支払い、商品購入時のポイント付与、のサービスを受ける事が可能となっている。

### nanacoポイント投資
nanacoポイントは投資にも利用できる。2019年11月から、TORANOTEC(株)が運営する「おつりで投資 トラノコ」との連携を開始しており、トラノコの口座を開けば、nanacoポイントを１ポイント＝１円で投資可能。また、継続的にキャンペーンを展開しており、専用キャンペーンページからトラノコの口座を開設し、nanacoポイントで投資をすれば、3,000nanacoポイントが必ずもらえる。なお、TORANOTEC(株)には、セブンアンドアイグループの会社であるセブン銀行が20億円を出資している。

### セブン銀行ポイントサービス
買い物以外でnanacoポイントを貯める方法として、セブン銀行口座のインターネットバンキングまたはモバイルバンキングからnanaco番号を事前に登録しておくと、クレジットカードの口座振替や振込などの取引でnanacoポイントがもらえるセブン銀行ポイントサービスがあり、nanacoポイントを貯めることができる。

### 提携先のnanacoポイント付与
セゾンカードとUCカードにおいて、事前に指定サイトでnanaco番号を登録し、全国のセブン‐イレブンで該当するセゾンカードやUCカードで支払いを行うと、利用金額に応じて永久不滅ポイントに加え、登録番号のnanacoカードやnanacoモバイルにもnanacoポイントが付与されるサービスを行っている。
イトーヨーカドーでのサービスは2018年6月30日利用分をもって終了した。

### 他のポイントからの交換
nanacoポイントは、一部の提携ポイントサービスからの交換が可能である。交換レートは随時変更される場合があるため、nanaco公式サイト又は各提携先ポイントの説明を参照。
以下は2021年2月時点で交換に対応しているポイント一覧。
- セブンマイル
- セブンカードポイント
- クラブ・オン／ミレニアムカード ポイント（そごう・西武）
- クラブ・オン／ミレニアムカード セゾン永久不滅ポイント
- セゾンカード・UCカード 永久不滅ポイント
- JCB Oki Dokiポイント
- セディナ ワンダフルプレゼント21、わくわくポイント
- TEPCOカード DCハッピープレゼント
- MUFGカード グローバルポイント/スヌーピーポイントプログラム
- 三菱UFJポイント
- DCカード DCハッピープレゼント
- NICOSカード わいわいプレゼントポイント/NICOSゴールドポイントプログラム
- 山陰信販 わくわくポイント
- ジャックス　ラブリィポイント
- Tokyo Metro To Me CARD（東京地下鉄） メトロポイント
- VJAグループ ワールドプレゼント
- 三井住友カード Vポイント
- ANAマイレージクラブ（nanacoポイントからANAマイル、ANA SKYコインへの交換も可能[60]。
- 大垣共立銀行 サンクスポイント
- 十六銀行 J-マイレージポイント
- りそな銀行 りそなクラブポイント
- 埼玉りそな銀行 埼玉りそなクラブポイント
- 関西みらい銀行 関西みらいクラブポイント
- マネックス証券 マネックスポイント
- SBIポイント
- myCoin
- 京葉ガス がすたんポイント
- 東京電力エナジーパートナー くらしTEPCOポイント
- 東京ガス パッチョポイント
- 東邦ガス がすてきポイント
- 中部電力 カテエネポイント
- 関西電力 はぴe　ポイント
- モッピーポイント
- ドットマネー
- キューモニターポイント
- モラタメポイント
- PeXポイント
- ネットポイント
- Gポイント
- CLUB Panasonicコイン
- ベネフィット・ワン　ベネポ
- セプテム うるおいポイント
- クラブネッツポイント
- スペース24 PECOポイント
- ダイドードリンコ Smile STANDポイント
- イワタニアイコレクトポイント
- メニコン MENICOiN

## 利用規約
nanacoカードに関する利用規約は公式サイト内にPDFファイルにて告知されている。規約の概要は以下のとおり。
- nanacoモバイル会員規約
- nanacoカード会員規約
- 個人情報の取扱いに関する重要事項（モバイル用）
- 個人情報の取扱いに関する重要事項（カード用）
- nanacoポイントサービス特約（モバイル用）
- nanacoポイントサービス特約（カード用）
- クレジットチャージに関する特約

## 実在していたキリンの「ナナコ」
2009年10月、札幌市円山動物園にメスのマサイキリン「ナナコ」が登場した。セブン-イレブンが2008年7月に「円山動物園店」をオープンさせたのを記念して寄贈したもので、キリンは熊本市動植物園から譲り受けたが、元々「小夏」という名前があったものを「ナナコというキリンを寄贈したい」というセブン-イレブンの意向に合わせて改名したものである。円山動物園では動物の命名には一般公募を用いることが多く、企業の意向で命名されるのは異例のケースである。「ナナコ」は2015年8月30日に11歳で死亡した。

## 類似サービス

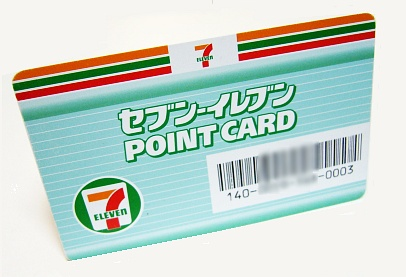
ポイントカード（北海道限定） nanaco導入に伴い2007年5月15日でポイント加算終了。

過去に北海道限定で「セブン-イレブンポイントカード」なるポイントカードがあった。nanacoの開始に伴い、2007年3月31日には新規登録受け付けを、5月15日にはポイント加算を終了した。

また台湾のセブン-イレブンではicashが導入されているが、互換性はない。